# Bellator 35
 Bellator XXXV  foi um evento de MMA organizado pelo Bellator Fighting Championships, ocorrido no dia 5 de março de 2011 no Tachi Palace & Hotel em Leemore, California. O card abriu a Quarta Temporada do Bellator e contou também com as Quartas-de-Final do Torneio do Peso Meio Médio. O evento foi transmitido ao vivo na MTV2.

## Background
Em 14 de dezembro de 2010, Bellator e a MTV2 anunciou um acordo de três anos para transmitir torneios do Bellator e eventos especiais. Este foi o primeiro evento do Bellator transmitido na MTV2.
A campeã Feminina de 115 lbs Zoila Frausto lutou em uma luta catchweight não válida pelo título contra Karina Hallinan.
Neste evento Steve Carl era esperado para enfrentar Jay Hieron no round de abertura do torneio dos meio médios. No entanto, Carl se machucou durante o treinamento e foi removido do torneio. Seu substituto foi Anthony Lapsley.
Poppies Martinez era esperado para lutar neste evento,  mas uma luta nunca foi marcada.
O evento atraiu uma média de cerca de 200 mil espectadores na MTV2. Que ajudou a MTV2 na publicidade, um aumento de 83% entre os homens com idades entre 18 e 49 anos, de 80% entre os homens de 18 a 34, e de 133% entre os homens com idades entre 25 e 34 anos.